# Nepenthes attenboroughii
Nepenthes attenboroughii is een bekerplant uit de familie Nepenthaceae. De vleesetende plant is endemisch op Mount Victoria op het Filipijnse eiland Palawan, op ongeveer 1600 meter boven zeeniveau. De plantensoort is ernstig bedreigd in zijn voortbestaan. In 2012 werd de soort door de IUCN opgenomen in een boekje met de 100 meest bedreigde soorten ter wereld.
De plant vangt niet alleen insecten maar kan door de grootte van de beker ook kleine zoogdieren zoals ratten en spitsmuizen vangen.
De plant is vernoemd naar de Britse documentairemaker David Attenborough. Het team van wetenschappers dat de soort beschreef, publiceerde hierover in Botanical Journal of the Linnean Society.